# Schlacht bei Fère-Champenoise
Frühjahrsfeldzug 1813
Lüneburg – Möckern – Halle – Großgörschen – Gersdorf – Bautzen – Reichenbach – Nettelnburg – Haynau – Halberstadt – Luckau
Herbstfeldzug 1813

Großbeeren – Katzbach – Dresden – Hagelberg – Kulm – Dennewitz – Göhrde – Altenburg – Wittenberg – Wartenburg – Liebertwolkwitz – Leipzig – Torgau – Hanau – Hochheim – Danzig
Winterfeldzug 1814

Épinal – Colombey – Brienne – La Rothière – Champaubert – Montmirail – Château-Thierry – Vauchamps – Mormant – Montereau – Bar-sur-Aube – Soissons – Craonne – Laon – Reims – Arcis-sur-Aube – Fère-Champenoise – Saint-Dizier – Claye –  Paris
Sommerfeldzug von 1815

Quatre-Bras – Ligny – Waterloo – Wavre – Paris
Die Schlacht bei Fère-Champenoise war eine Schlacht der Befreiungskriege am 25. März 1814. Zwei französische Korps unter den Marschällen Auguste de Marmont und Édouard Mortier fochten gegen Truppen der Koalition. Die Franzosen wurden in die Flucht geschlagen und erlitten große Verluste. Die Besonderheit dieses Gefechts lag darin, dass auf Seite der Koalitionstruppen nur Kavallerie und berittene Artillerie zum Einsatz kam.

## Vorgeschichte

### Die Situation auf Seiten der Koalitionstruppen
Am Nachmittag des 23. März 1814 hatten Zar Alexander, der preußische König Friedrich Wilhelm III. und der Oberkommandierende der Koalitionstruppen Fürst Schwarzenberg in einem Kriegsrat in Pougy gemeinsam beschlossen, Napoleon nicht weiter zu verfolgen, sondern zunächst die Vereinigung mit der Schlesischen Armee Blüchers herbeizuführen. In den nächsten Stunden wurde bekannt, dass das nächst stehende Korps der Schlesischen Armee unter Wintzingerode bereits Chalons eingenommen hatte und dass dessen Vorhut bald Vitry-le-Francois erreichen würde.
Am Abend des 23. März 1814 um 20.00 Uhr verließen die Monarchen und Fürst Schwarzenberg Pougy und reisten weiter nach Sompuis, das sie am frühen Morgen des nächsten Tages, dem 24. März 1814 erreichten. Um 10.00 Uhr fuhren Fürst Schwarzenberg und der preußische König auf der Straße nach Vitry weiter, während der Zar zurückblieb, um sich mit seinem Stabe zu beraten. Nachdem diese Beratungen zu einem Ergebnis gekommen waren, eilte der Zar den Vorausgefahrenen nach, die er gegen Mittag einholte. Zar Alexander rief nun alle zu einem neuen Kriegsrat auf freiem Felde zusammen und schlug dann vor, dass beide Armeen der Koalitionstruppen, die Böhmische Armee und die Schlesische Armee, gemeinsam nach Paris ziehen sollten, um in der französischen Hauptstadt endgültig den Sturz Napoleons herbeizuführen. Man einigte sich sehr rasch auf diesen Plan und traf umgehend Vorbereitungen, um die entsprechenden Befehle auszusenden. Dabei zögerte der Zar nicht, russischen Truppen eigenhändige Anweisungen zuzustellen.

#### Böhmische Armee
Noch vor Tagesanbruch des folgenden Tages, dem 25. März 1814, brachen die Truppen der Böhmischen Armee auf, um von der Marne nach Westen auf Paris zu ziehen. Es war ein trockener Tag und, da die Gegend arm an Wäldern war, konnten die Truppen querfeldein marschieren und die befestigte Straße für die Geschütze und den Tross freihalten. Das Gros der Böhmischen Armee folgte der Straße von Vitry nach Fére-Champenoise. Die Garden und Reserven marschierten über Courdemanges und Sompuis auf Montépreux zu.

#### Schlesische Armee
Die Infanterietruppen der Schlesischen Armee und einige Kavallerie verließen um 6.00 Uhr morgens Chalons-en-Champagne und marschierten entlang der alten Straße, die über Bergerés-les-Vertus und Étoges sowie Montmirail nach Paris führt.

### Ausgangsstellungen der Koalitionstruppen am Morgen des 25. März 1814
| Kommandant                             | Herkunft                          | Division                              | Truppengattung      | Kavallerie | Artillerie | Stellung                                                        |
| -------------------------------------- | --------------------------------- | ------------------------------------- | ------------------- | ---------- | ---------- | --------------------------------------------------------------- |
| Rajewski                               | Böhmische Armee                   | Peter von der Pahlen                  | Husaren und Kosaken | 3.500      | 12         | Drouilly, am linken Ufer der Marne, gegenüber Vitry-le-François |
| Rajewski                               | Böhmische Armee                   | Adam von Württemberg                  | Husaren             | 2.000      |            | Blacy an der Marne gegenüber Vitry-le-François                  |
| Barclay de Tolly, Großfürst Konstantin | russische Garden und Reserven     | Kretow                                | Kürassiere          | 1.600      | 12         | Maisons-en-Champagne                                            |
| Barclay de Tolly, Großfürst Konstantin | russische Garden und Reserven     | Fürst Golitzyn, Duca, Depreradowitsch | Kürassiere          | 1.600      | 12         | Courdemanges                                                    |
| Barclay de Tolly, Großfürst Konstantin | russische Garden und Reserven     | Oscherowski                           | Leichte Kavallerie  | 2.400      | 12         | Courdemanges                                                    |
| Barclay de Tolly, Großfürst Konstantin | österreichische kaiserliche Garde | Nostitz-Rieneck                       | Kürassiere          | 2.800      | 18         | Courdemanges                                                    |
| Barclay de Tolly, Großfürst Konstantin | preussische Garde                 |                                       | Husaren             | 800        | 8          | Courdemanges                                                    |
| Seslawin                               | Böhmische Armee                   | Seslawin                              | Kosaken             | 1.200      | 2          | Pleurs                                                          |
| Langeron                               | Schlesische Armee                 | Korff                                 | Leichte Kavallerie  | 2.200      | 22         | Chalons-en-Champagne                                            |
| Langeron                               | Schlesische Armee                 | Korff                                 | Kosaken             | 500        |            | Chalons-en-Champagne                                            |
| Langeron                               | Schlesische Armee                 | Grekow                                | Kosaken             | 2.700      |            | Chalons-en-Champagne                                            |
| Sacken                                 | Schlesische Armee                 | Wassiltschikow                        | Leichte Kavallerie  | 1.450      | 12         | Chalons-en-Champagne                                            |
| Sacken                                 | Schlesische Armee                 | Lukowkin                              | Kosaken             | 2.450      |            | Chalons-en-Champagne                                            |
| Gyulay                                 | Böhmische Armee                   |                                       | Husaren             | 900        | 6          | Courdemanges                                                    |
| Summe                                  |                                   |                                       |                     | 26.400     | 116        |                                                                 |

### Die Situation der beteiligten französischen Truppen

#### Die Korps der Marschälle Mortier und Marmont
Die Korps der französischen Marschälle Mortier und Marmont waren nach dem Gefecht bei Reims über Fismes und Château-Thierry
an der Marne abgezogen, wobei sie ständig von den preußischen Korps Yorck und Kleist verfolgt wurden. Am 22. März 1814 hatten beide französischen Korps die Marne überschritten. Da sie die Marnebrücke hinter sich zerstörten, gewannen sie etwas Abstand zu den nachfolgenden Preußen.
Die Marschälle hatten von Napoleon den Befehl erhalten, sich der von ihm persönlich geführten Armee anzuschließen. Deshalb marschierten sie weiter nach Süd-Osten und erreichten am 23. März 1814 Étoges. Dort trennten sich die beiden Korps wieder. Am Abend des 24. März 1814 stand das Korps Mortier bei Vatry und das Korps Marmont bei Soudé.
In der Dunkelheit der folgenden Nacht sah Marmont unzählige Biwakfeuer vor sich. Er sandte mehrere Offiziere aus, um zu erkunden, ob dort Franzosen oder feindliche Truppen lagerten. Er wählte diese geschickt so aus, dass sie auch Fremdsprachen beherrschten und sich gegebenenfalls fremden Truppen nähern konnten. Alle Kundschafter berichteten bei ihrer Rückkehr von feindlichen, nämlich russischen und österreichischen Truppen. Marmont sandte sofort einen Kurier an Marschall Mortier, der sich aber in der Dunkelheit verirrte und sein Ziel in dieser Nacht nicht erreichte.

#### Die Divisionen Pacthod und Amey
Die Divisionen Pacthod und Amey gehörten zu den französischen Korps unter Befehl von Marschall MacDonald. Sie hatten zunächst die Aufgabe gehabt, die Reserve-Artillerie der Korps von wenigsten 100 Geschützen nachzuführen, hatten aber die Verbindung verloren und standen 23. März 1814 in Sézanne. Dort war auch ein Nachschub-Konvoi von 80 Wagen aus Paris eingetroffen mit 200.000 Rationen Brot und reichlich Weinbrand.
In der folgenden Nacht wurde bekannt, dass sich zwei französische Korps bei Étoges befanden. Die beiden Generäle planten, sich diesen anzuschließen und so bewegte sich der Zug der beiden Divisionen mit Geschützen und Proviant am Morgen des 24. März 1814 nach Étoges, das aber von den Korps der Marschälle Mortier und Marmont bereits verlassen worden war. Die Truppen Pacthods und Ameys zogen weiter und erreichten erschöpft Bergères-lès-Vertus, wo sie über Nacht blieben. General Pacthod sandte sofort einen Kurier zu Marschall Mortier nach Vatry. Was immer Mortier als Befehl ausgab, es erreichte Pacthod in dieser Nacht nicht mehr, denn der Kurier verirrte sich im Dunkeln und fand seine Truppe erst am nächsten Vormittag wieder.

#### Ausgangsstellungen der französischen Truppen am Morgen des 25. März 1814
| Kommandant | Division               | Fußtruppen | Kavallerie | Artillerie | Stellung                                            |
| ---------- | ---------------------- | ---------- | ---------- | ---------- | --------------------------------------------------- |
| Mortier    | Christiani             | 2.220      |            | 10         | Vatry                                               |
| Mortier    | Curial                 | 2.700      |            | 10         | Vatry                                               |
| Mortier    | Charpentier            | 2.260      |            | 10         | Vatry                                               |
| Mortier    | Roussel unter Belliard |            | 1.500      |            | Bussy-Letrée                                        |
| Mortier    | Ghigny unter Belliard  |            | 550        |            | Vatry                                               |
| Marmont    | Ricard                 | 880        |            | 12         | Soudé                                               |
| Marmont    | Lagrange               | 2.200      |            | 14         | Soudé                                               |
| Marmont    | Arrighi                | 1.820      |            | 12         | Soudé                                               |
| Marmont    | Bordesoulle            |            | 1.300      |            | Coole                                               |
| Marmont    | Merlin                 |            | 1.000      |            | Soudé                                               |
| Pacthod    | Pacthod                | 4.000      | 100        | 12         | Bergères-lès-Vertus                                 |
| Pacthod    | Amey                   | 1.800      |            | 6          | Bergères-lès-Vertus                                 |
| Compans    | Noizet                 | 800        | 800        |            | bei Sézanne (nur 400 Reiter nehmen am Gefecht teil) |
| Compans    | Vincent                | 800        | 800        |            | bei Montmirail (nimmt nicht am Gefecht teil)        |
| Summe      |                        | 18.880     | 5.350      | 86         |                                                     |

## Gefechtsverlauf

### Das Gefecht der Französischen Korps Mortier und Marmont

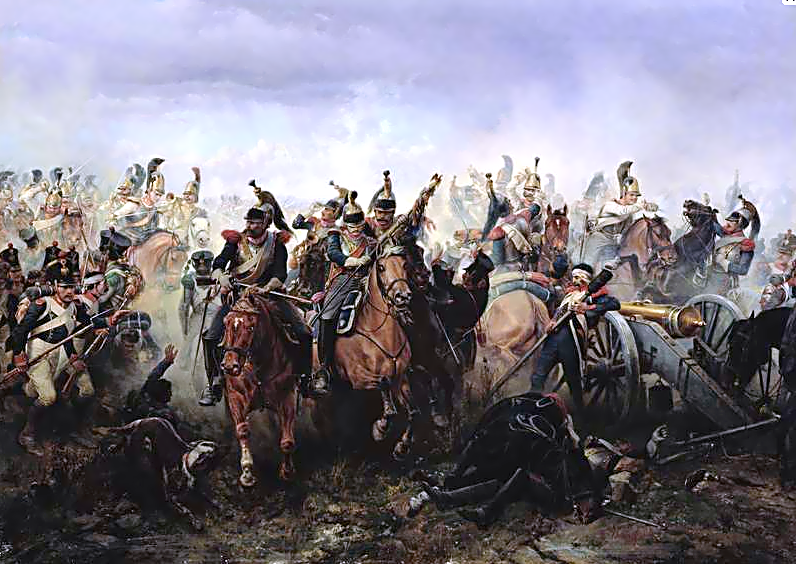
Die Reiterschlacht bei La Fère-Champenoise
Historiengemälde von 1891, Bogdan Pawlowitsch Willewalde (1818–1903)

#### Erstes Gefecht bei Soudé
Um 3:00 morgens am 25. März 1814 begann die Kavallerie des württembergischen Korps und des russischen Korps Rajewski als Avantgarde der Böhmischen Armee ihren Marsch nach Westen auf Paris.  Sie brachen vom linken Ufer der Marne bei Vitry-le-Francois auf. Die russischen Reiter standen unter dem Befehl des Grafen von Pahlen, die Württemberger unter dem Kommando des Prinzen Adam von Württemberg.
Bei ihnen befand sich der Kronprinz Wilhelm von Württemberg, der als Vetter des Zaren eine hervorgehobene Stellung einnahm und dem der Oberbefehl über beide Korps übertragen worden war. Ihr Weg führte sie direkt nach Soudé, wo noch immer das französische Korps Marmont stand.
Um 5:00 morgens traf Marschall Mortier persönlich, von Vatry kommend, mit kleiner Begleitung ohne seine Truppen bei Marmont ein. Die beiden Marschälle einigten sich schnell darauf, eine gemeinsame Stellung rückwärtig bei Sommesous aufzubauen. Mortier kehrte umgehend zu seiner Truppe zurück, um diese zu dem vereinbarten Ort zu führen.
Als die Vorhut der Böhmischen Armee um 8.00 Uhr Soudé erreichte, wurden sie aus zahlreichen Geschützen des Korps Marmont, das in Schlachtordnung hinter dem Ort angetreten war, beschossen. Den Koalitionstruppen standen nur 12 Geschütze einer reitenden Batterie zur Verfügung, mit denen sie das Feuer erwidern konnten. Ihre Reiter versuchten aber sofort, das französische Korps einzukreisen: die Russen von Norden, die Württemberger von Süden. Französische Kürassiere unter Bordesoulle ritten ihnen entgegen, konnten sich aber nicht behaupten. Marmont ließ seine Truppe in fester Ordnung nach Westen auf der Straße nach Sommesous abrücken. Einige Schützenkompanien, die zur Abwehr der Verfolger in Soudé zurückblieben, wurden von den Koalitionstruppen eingekesselt und mussten sich später ergeben.

#### Artillerie-Duell bei Sommesous

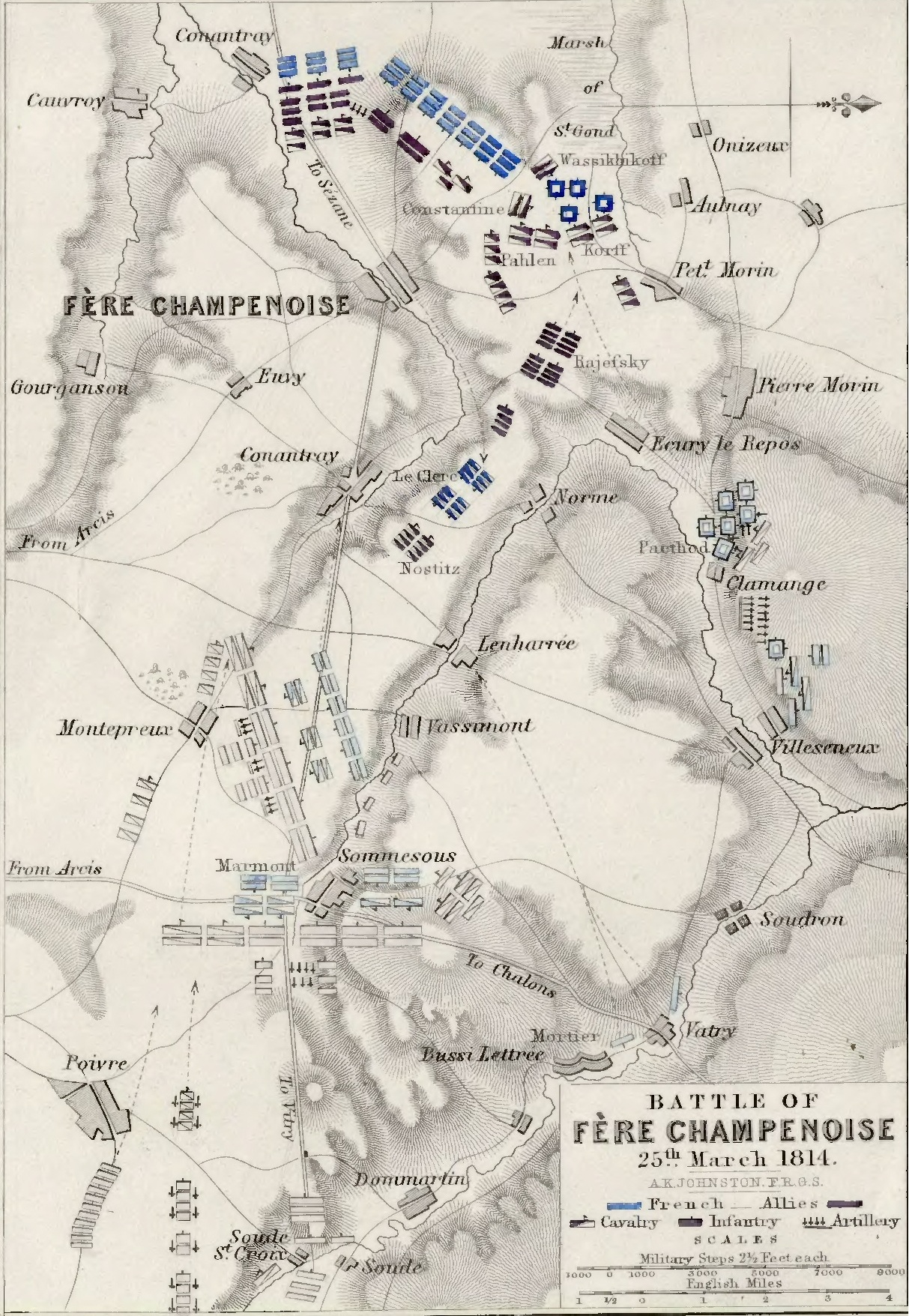
Plan der Schlacht nach Alison
zu beachten: Norden ist hier rechts

Bei Sommesous stellten sich Marmonts Truppen südlich des Ortes auf: Die Infanterie in Karrées, vor sich Kavallerie und Artillerie. Ihre Geschütze – 30 an der Zahl – begannen sofort mit ihrem Abwehrfeuer gegen die nachfolgenden Reiter der Koalitionstruppen. Als das Korps Mortier von Vatry kommend eintraf, bezog es nördlich des Dorfes Stellung und die Zahl der Geschütze, die auf Russen und Österreicher feuerten erhöhte sich auf 60. Zu diesem Zeitpunkt waren die französischen Truppen denjenigen der Koalition zahlenmäßig überlegen. In der Ferne war aber die Masse der Böhmischen Armee zu sehen und die Marschälle wussten, dass sie sich an diesem Ort nicht lange würden halten können. Ihre Stellung war auch insofern ungünstig, als beide Korps durch den Lauf des Baches La Somme getrennt waren.
Die Koalitionstruppen wurden zunächst durch den Soudé-Bach am Nachrücken gehindert, den Reiter und Geschütze überwinden mussten. Sie brachten aber bald 36 leichte Geschütze zusammen, mit denen sie das Feuer der Franzosen erwiderten. Dieses Artillerie-Duell dauerte 2 Stunden. Währenddessen konnten die Truppen Mortiers den trennenden Bach überschreiten und beide Korps bezogen eine gemeinsame Stellung, die zwischen Montépreux und Haussimont lag. Die Infanterie war, in Karrées angetreten, nach Südosten ausgerichtet, die Kavallerie stand dahinter.
Bald darauf trafen 2.500 österreichische Garde-Kürassiere unter Graf Nostiz bei Sommesous ein. Die französischen Marschälle beschlossen nun weiter entlang der Straße nach dem 17 Kilometer entfernten Fère-Champenoise zurückzugehen. Als die französischen Geschütze aufgeprotzt werden sollten, kam Unruhe auf, die darauf zurückzuführen war, dass das Korps Mortier Hengste zum Ziehen der Geschütze benutzte. Die russischen Husaren Graf Pahlens nutzten die Gelegenheit und griffen die Kürassiere Bordesoulles an und trieben sie auseinander. Die Dragoner Roussel d’Hurbals, die Mortiers Korps begleiteten, kamen den französischen Kürassieren zu Hilfe, wurden dann aber ihrerseits von den Kosaken des Grafen Pahlen angegriffen und flohen zunächst in Panik, sammelten sich aber bald darauf wieder. Zur selben Zeit versuchten württembergische reitende Jäger und österreichische Husaren einen Angriff von Süden, wurden aber von französischen Ulanen und einem starken Artilleriefeuer abgewiesen. Insgesamt verloren die Franzosen bei ihrem Aufbruch 5 Geschütze.
Es war 14.00 Uhr, als das Wetter umschlug und ein heftiger Oststurm anhob, der Wind, Schnee und Hagel über das Gefechtsfeld trieb. Die französische Infanterie konnte ihre Musketen nicht mehr laden oder abfeuern und mussten sich nur mit dem Bajonett verteidigen.
Die Führung der Koalitionstruppen nutzte die Zeit, um die verfügbaren Kräfte der russischen Gardekavallerie von Sompuis über Poivres heranzuführen. Im Sturm traf die russische Garde-Kürassier-Division unter Depreradowitsch, die leichte russische Garde-Kavallerie unter Oscherowski, die russischen Garde-Ulanen, ein Regiment Garde-Dragoner und eine Batterie reitender Garde-Artillerie – zusammen mehr als 3000 Reiter – ein und griffen sofort in das Kampfgeschehen ein. Den Garde-Kürassieren gelang es zwei französische Karrées zu sprengen und ein Bataillon des Korps Mortier in die Flucht zu schlagen.
Auch den württembergischen Jägern gelang es im vierten Angriff mit Unterstützung österreichischer Husaren eines der Karrées zu sprengen.

#### Durchzug durch Connantray

Plan des Gefechtsverlaufs nach Rothenburg

Den direkten Weg nach Fère-Champenoise verlegte den Franzosen der Vaure-Bach. Er entspringt südlich der Straße von Sommesous nach Fère-Champenoise und fließt dann tief ins Gelände eingeschnitten in einem nach Norden ausholenden Bogen nach Fère-Champenoise. Die einzige Brücke befand sich am Eingang zu dem Ort
Connantray.
Als die französischen Korps nach 12 Kilometern dort ankamen, mussten sie die Karrées auflösen, um den Ort durchqueren zu können. Sie gerieten dabei in Unordnung und viele Einheiten gaben ihre Geschütze auf: Am nächsten Tage fand man in Connantray 24 verlassene Geschütze und mehr als 60 Munitionswagen. In kurzer Zeit war der kleine Ort vollständig verstopft. Die Veteranen der Divisionen Ricard und Christiani hielten am besten Ordnung und brachten die feindliche Kavallerie wieder auf Abstand.
Als Connantray unpassierbar geworden war, konnten die letzten französischen Einheiten den Vaure-Bach nicht mehr überqueren und mussten am rechten Ufer des Baches seinem Lauf folgend weiter zurückgehen. Sie hielten hierbei eine gute Ordnung und wurden kaum verfolgt. Hinter Fère-Champenoise trafen sie wieder mit den Resten ihrer Korps zusammen.
Mehrere Regimenter der Jungen Garde und eine französische Zwölfpfünder-Batterie hatten eine Stellung vor Connantry gehalten und versucht den Rückzug der Franzosen zu decken. Sie wurden umringt und viele von ihnen fielen im Kampf. Der Rest geriet mit General Jamin in Gefangenschaft.

#### Teilweise Flucht und Rückzug der Franzosen
Da Connantray vollständig verstopft war, konnten die Koalitionstruppen den Vaure-Bach dort nicht überwinden. Erst nach einigem Suchen wurde ein Übergang für die Reiter gefunden. Um diese Zeit näherten sich 1.200 Kosaken unter Seslawin von Süd-Westen auf dem Wege von Euvy dem Kampfgeschehen. Als die französischen Kavalleristen wahrnahmen, dass nun feindliche Reiter aus zwei Richtungen nahten, glaubten sich diese umringt; es brach Panik aus:  Zunächst floh die französische Kavallerie auf der Straße nach Fère-Champenoise, dann folgte die Infanterie, die sich schutzlos den Feinden überlassen sah. Nicht wenige der Franzosen rannten bis nach Meaux, das 100 Kilometer entfernt ist, ehe sie sich von den Truppen des General Compans aufnehmen ließen. Bei dieser Flucht ließen die Franzosen weitere 40 Geschütze und eine große Zahl an Munitions- und Transportwagen im Stich.
Die Marschälle wurden von der allgemeinen Flucht zunächst mitgerissen und konnten die Reste ihrer Mannschaften erst auf der Höhe von Linthes wieder sammeln und zwischen Saint Loup und Broussy-le-Grand aufstellen. Einige hundert französische Kürassiere, die diesen französischen Korps nicht zugehörten und die um 17.00 Uhr von Sézanne kommend dem Kampfeslärm folgten und sich furchtlos und in bester Ordnung der vielfachen Übermacht der feindlichen Kavallerie entgegenstellten, retteten die französischen Korps vor dem völligen Untergang.
Marschall Marmont führte die Franzosen zurück bis Allemant. Am frühen Abend ließen die Reiter der Koalition in der Dunkelheit von der Verfolgung ab und zogen sich zurück.

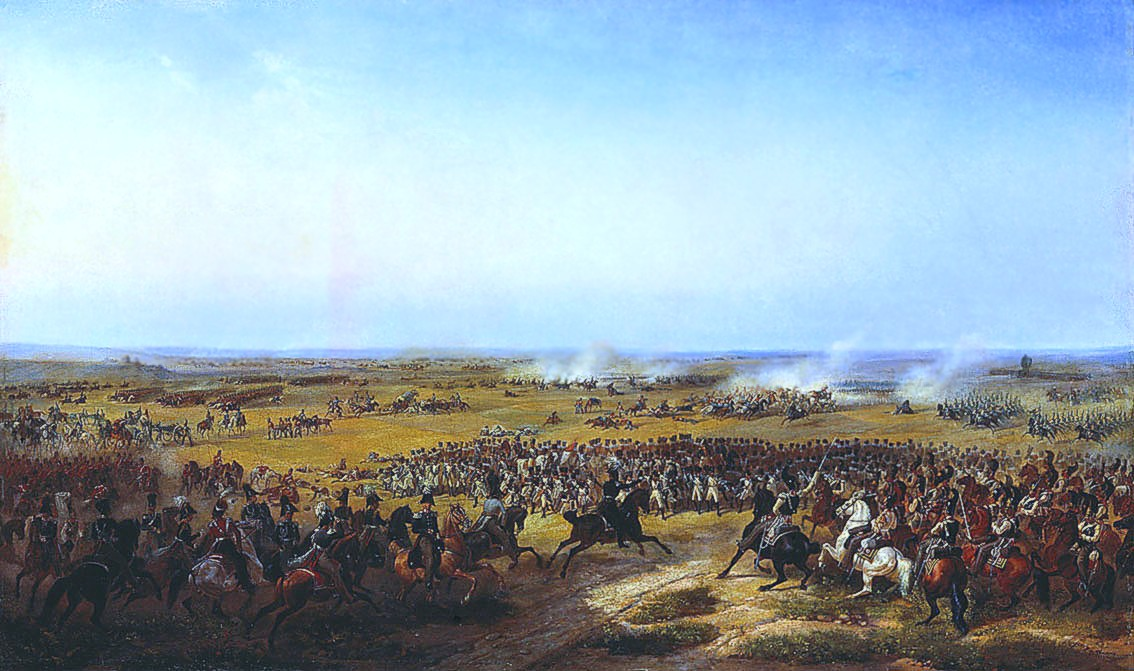
Schlacht bei La Fère-Champenoise
Ölgemälde von 1839, Georg Wilhelm Timm (1820–1895)

### Der Untergang der Divisionen Pacthod und Amey

#### Erste Verfolgung durch Kavallerie derSchlesischen Armee
Die Divisionen Pacthod und Amey unterbrachen ihren Zug von Bérgeres nach Vatry am Morgen des 25. März 1814 um 10.30 Uhr bei dem Ort Villeseneux, um zu rasten. Die französischen Soldaten begannen, sich eine Mahlzeit zu kochen und sie fütterten die Pferde der Gespanne.
Zur gleichen Zeit zog die Schlesische Armee von Chalons-en-Champagne nach Bérgeres.  Ihre Vorhut bildete die Kavallerie des Korps Sacken unter Wassiltschikow. Der Stabschef der Schlesischen Armee Gneisenau, der den erkrankten Feldmarschall Blücher vertrat, hatte eine Erkundung nach Süden angeordnet, an der er persönlich teilnahm. Bei dieser Erkundung wurde der Zug der französischen Divisionen bemerkt. General Korf wurde mit der leichten Kavallerie des Korps Langeron, mehreren Kosaken-Pulks unter Karpow und einer reitenden Batterie ausgesandt, diese zu stellen. Sie zweigten bei Thibie von der Straße ab und marschierten in der Richtung auf Germinon. In Germinion benutzten alle die winzige Brücke über den Soude-Bach, wodurch ihre Formation weit auseinandergezogen wurde.
Als die Franzosen die heranrückenden Koalitionstruppen sahen, stellten sie sich nördlich von Villeseneux auf. Die Division Pacthod stand in Reihen, die Division Amey am linken Flügel im Karrée. Die Geschütze standen davor, der Tross war nach hinten gebracht worden. In dieser Stellung waren sie durch ihre starke Artillerie gut geschützt und die russischen Reiter wagten noch keinen geschlossenen Angriff, nur Einzelaktionen. Die Kosaken attackierten den Tross, von dem sie sich gute Beute versprachen. Gegen Mittag beschlossen Pacthod und Amey, sich dem Lauf des Somme-Baches folgend über Clamanges auf Fère-Champenoise zurückzuziehen.

#### Vergeblicher Rückzug auf Fère-Champenoise
Die Franzosen bildeten sechs Karrées, die den Tross einschlossen und marschierten sehr langsam auf das 15,5 Kilometer entfernte Fère-Champenoise zu. Hierbei achteten sie darauf, jede mögliche Deckung zu nutzen und immer einige Geschütze feuerbereit zu halten. Die feindliche, russische Artillerie feuerte aus nur 4 Geschützen, aber aus weniger als dreihundert Metern Entfernung. Bei Clamanges traf weitere Kavallerie des Korps Langeron ein. Die Zahl der russischen Reiter verdoppelte sich hierdurch annähernd.  Die französischen Generäle beschlossen daher, die Wagen des Tross und des anvertrauten Nachschubs, nicht aber die Geschütze aufzugeben. Die freiwerdenden Pferde wurden benutzt, um möglichst viele Geschütze doppelt zu bespannen. Mit forciertem Tempo bewegten sich die französischen Karrées weiter auf Fère-Champenoise zu. Einige ihrer Männer, die Clamanges besetzt hatten, überließen sie ihrem Schicksal. Keiner von diesen konnte den Russen entkommen.
Gegen 14:00 Uhr trafen bei Ecury-le-Repos 2.500 weitere Reiter des Korps Sacken der Schlesischen Armee unter Wassiltschikow – darunter vier Regimenter Dragoner – ein. Sie waren von Bergères über Moraines herangekommen. Die französischen Divisionen waren nun von etwa 5.000 feindlichen Reitern eingeschlossen. Die russische Kavallerie griff nun entschlossen von allen Seiten an, wurden aber vom Feuer der Franzosen, das diese erst auf 100 Meter abgaben, gestoppt. Zwei russische Dragoner-Regimenter mit mehreren Geschützen versuchten, den französischen Karrées den Weg zu verlegen.  Noch einmal gelang den Franzosen mit einer schnell gebildeten Kolonne der Durchbruch auf der Straße nach Fère-Champenoise, aber nach weniger als zwei Kilometern waren sie wieder gestellt und eingeschlossen.  Dennoch ergaben sich die Franzosen nicht. In geschlossenen Karrées versuchten sie sich weiter auf Fère-Champenoise zuzubewegen.
Zu dieser Zeit trafen zwei reitende Batterien des Korps Sacken der Schlesischen Armee ein. Dadurch änderte sich die Situation der Franzosen zu ihrem Nachteil: Sobald diese Geschütze in Aktion traten, stiegen ihre Verluste dramatisch an.
Als weitere Verstärkung der Koalitionstruppen trafen die russische Kürassiere der Böhmischen Armee unter Kretow ein.  Aber die Franzosen ergaben sich nicht. In Sichtweite von Fère-Champenoise erkannten sie dort eine große Menge Truppen und es keimte bei ihnen die Hoffnung auf, dies wären die französischen Korps unter Mortier und Marmont, mit denen man sich nun verbinden könne. Es waren aber russische Truppen, bei denen sich der Zar und der preußische König persönlich befanden. Die Russen brachten sofort weitere Geschütze in Stellung und eröffneten das Feuer auf die sich nähernden Franzosen. Einige der Geschosse waren zu weit gezielt und schlugen bei den russischen Husaren Wassiltschikows ein, deren leichte Batterien das Feuer erwiderten. Ein Adjutant des Zaren musste eingreifen, um den Irrtum aufzuklären.
Zar Alexander I. und der preußische König Friedrich Wilhelm III. waren um 10.00 Uhr in Vitry aufgebrochen und ihren Truppen und dem Gefechtslärm gefolgt. Am späten Nachmittag hatten sie gerade Fère-Champenoise hinter sich gelassen, als ein Kurier von General Kretow die Meldung brachte, man sei im Gefecht mit weiteren französischen Truppen. Unverzüglich wurden Kuriere ausgesandt, um alle im Umkreis vorhandenen Koalitionstruppen zum Gefecht zusammenzuführen.

#### Flucht in die Sümpfe desPetit Morin
Fère-Champenoise war für die Franzosen nicht mehr erreichbar, deshalb beschloss Pacthod den Versuch nach Norden in die Sümpfe des Petit Morin zu entkommen, die sie nach 7 Kilometern zwischen
Morains und Bannes
erreicht haben würden und in denen ihnen die feindliche Kavallerie nicht mehr würde folgen können. Von den sechs Karrées der Franzosen waren noch vier übrig, die nun langsam nach Norden entwichen. Es trafen aber nach und nach immer mehr Kavallerie-Einheiten der Koalition ein, insbesondere auch diejenigen, die während des Tages die Korps der Marschälle Mortier und Marmont verfolgt hatten und nun von diesen abließen. Zuletzt umringten bis zu 20.000 Reiter die französischen Karrées. Auch ihre Artillerie verstärkten die Koalitionstruppen immer weiter: Bald waren es 48 Geschütze, die aus geringer Entfernung auf die Franzosen feuerten, deren Ordnung nun nachließ.
Graf Wilhelm von Schwerin aus dem Stabe Blüchers berichtet über diese Situation:

„Die Division Pacthod verschmähte hartnäckig jede Kapitulation. Von allen Seiten durch ungeheure Übermacht eingeschlossen, zu sicherem Tode zusammengedrängt, bildeten die verzweifelten Helden ein Karrée plein, welches dem ganzen gegen sie aufgeführten Geschütz zur Zielscheibe diente und von ihm zusammengeschossen ward. Ein scheußliches Massaker begann ...“

Der preußische König sandte einen seiner Offiziere als Parlamentär zu General Pacthod, der diesen mit erhobener Stimme zur Aufgabe aufforderte, da seine Situation aussichtslos sei. Pacthod ließ ihn festnehmen und rief seinen Truppen zu:

„Ihr habt gehört, was uns erwartet. Voilà - ein großer Tag für Frankreich“

Von den französischen Karèes waren noch drei verblieben, denen beinahe das Entkommen in die Sümpfe gelungen wäre. Doch vor Morains hatten die Russen einige Geschütze quer des Weges aufgestellt, deren Feuer die Franzosen zum Stehen brachte. Nun war Pacthod, selbst mehrfach verwundet, bereit sich zu ergeben. Auch zwei der verbliebenen französischen Karrées legten ihre Waffen nieder. Nur das letzte Karrée ergab sich nicht. Als die Masse der Feinde über dieses herfiel, gelang noch 500 Franzosen die Flucht in die Sümpfe.
Augenzeugen berichteten, dass nicht wenige der französischen Rekruten, die an diesem Tage zu kämpfen hatten, keine Uniform trugen. Man hatte sie in Paris losgeschickt mit dem Auftrag, sich eine Uniform von einem Toten oder Verwundeten zu nehmen. Viele werden auch kein Gewehr gehabt haben, oder konnten nicht damit umgehen.

## Die Tage danach

### Zug der französischen Korps nach Westen
Noch in der Nacht zum 26. März 1814 sandte Marschall Marmont einen Kurier in das 20 Kilometer entfernte Sézanne zu dem französischen General Compans, der dort allerlei versprengte französische Truppen versammelt hatte. Dieser befand sich aber bereits im Abmarsch nach Westen und hatte um 2.00 Uhr morgens die Stadt geräumt. Um diese Zeit brachen die Korps der Marschälle Mortier und Marmont nach Westen auf, verloren einige Stunden, um sich den Durchzug durch Sézanne zu erkämpfen, in das bereits preußische Truppen eingedrungen waren, und erreichten zur Mittagszeit den Ort Esternay, wo sie auf der Höhe von Retourneloup rasteten.
Hier erfuhren sie, dass die Vorhut des preußischen Korps Yorck von Château-Thierry und Montmirail
kommend bereits La Ferté-Gaucher
erreicht und besetzt hätte. Später griff Graf Pahlen mit der Vorhut des russischen Korps Rajewski die Nachhut des Korps Marmont an.
Die beiden französischen Korps teilten sich nun: Das Korps Marmont wandte sich rückwärts gegen die russische Kavallerie Pahlens während das Korps Mortier gegen die Preußen in La Ferté-Gaucher vorging. Den Männern Mortiers gelang es nicht, sich gegen die Preußen durchzusetzen und den Ort zu besetzen. Mortier erschien es daher zu gefährlich, mit den Preußen im Rücken weiter nach Westen zu marschieren, und entschied, sich nach Süden auf Provins zu ziehen. Marmont sah für sich und sein Korps keine andere Wahl, als sich dieser Marschrichtung anzuschließen. Die Franzosen marschierten während der ganzen Nacht und erreichten Provins am nächsten Morgen des 27. März 1814.
Nach einem Ruhetag marschierten beide Korps nach Nangis und von dort auf verschiedenen Wegen nach Paris. Am Nachmittag des 29. März 1814 trafen sie an der Brücke von Charenton wieder zusammen und am 30. März 1814 spielten sie eine wesentliche Rolle in der Verteidigung von Paris.

### Verfolgung durch preußische Truppen
Die preußischen Generäle Yorck und Kleist waren am 24. März 1814 abends von Château-Thierry kommend mit der Reservekavallerie ihrer beiden Korps in Montmirail
eingetroffen. Am nächsten Tag, dem 25. März 1814, kam das Gros der Korps auf schlechter Straße über Viffort nach, wofür es annähernd den ganzen Tag benötigte.

#### Gefecht bei Sézanne am 26. März 1814
Die Reservekavallerie beider Korps unter Zieten rückte währenddessen weiter vor und erreichte gegen Mittag Étoges, wo die Pferde gefüttert werden mussten. Dort konnte man Gefechtslärm hören und gegen 15.00 Uhr ritt Zieten mit seinen Reitern nach Süden. Als sie am späten Nachmittag Fère-Champenoise erreichten, waren die Kampfhandlungen bereits beendet. Zieten beschloss hierauf, noch in der Nacht bis Sézanne weiterzuziehen, um dort die Franzosen zu stellen. Um 4.00 Uhr morgens am 26. März 1814 erreichten die Preußen Sezanne. Noch in der Dunkelheit der Nacht erreichte auch die Vorhut der französischen Korps Mortier und Marmont die Gegend. Es war zunächst ausschließlich französische Kavallerie unter Belliard, die mit den Preußen in einzelne kleine Gefechte in und um Sézanne geriet. Als französische Infanterie nachkam, konnten die Preußen sich nicht mehr halten und mussten sich zurückziehen. Sie zogen sich über Tréfols nach Meilleray zurück, das sie am späten Abend erreichten.

#### Gefecht bei Ferté-Gaucher am 26. März 1814
Am Morgen des 26. März 1814 ließen die beiden preußischen Generäle Yorck und Kleist ihre Korps von Montmirail auf das 20 Kilometer entfernte La Ferté-Gaucher marschieren. Die Wege waren aufgeweicht und sehr schlecht, die Mannschaften kamen nur langsam voran. Insbesondere die Artillerie hatte große Probleme, ihre Geschütze voranzubringen.
La Ferté-Gaucher liegt im Tal des Grand Morin an dessen nördlichem Ufer. Die Straße von Sézanne nach Meaux führt am südlichen, gegenseitigen Ufer an der Stadt vorbei. An diesem Morgen war Ferté-Gaucher von etwa 1000 Franzosen besetzt. Auf der Straße am gegenüberliegenden Ufer zog ein starker Konvoi von Wagen nach Westen ab. Es handelte sich um die Mannschaften des General Compans, die in der Nacht in Sézanne aufgebrochen waren und auf dem Wege waren, sich über Meaux nach Paris zurückzuziehen.
Um 10.00 Uhr traf Yorck persönlich vor der Stadt ein. Als die Franzosen die Preußen entdeckten, brachen sie sofort auf, um nach Westen abzuziehen. Yorck sandte ihnen die Division unter Horn nach, die als erste von Montmirail kommend eintraf, und gab ihr alle Reiter mit, die zu diesem Zeitpunkt verfügbar war.
Die nächste preußische Division, die vor Ferté-Gaucher eintraf, stand unter dem Kommando des preußischen Prinz Wilhelm, des jüngsten Bruders des preußischen Königs. Diese Division war nur 3800 Mann stark. Bald darauf wurde klar, dass weitere Infanterie bis auf weiteres nicht eintreffen würde, da sich unglücklicherweise der Tross zwischen die beiden Korps geschoben hatte und auf den schlechten Wegen nicht überholt werden konnte. Nur die Reserve-Artillerie traf noch vor dem Tross ein.
Gegen 14.00 Uhr erschienen die ersten Truppen des französischen Korps Mortier auf der Straße von Sézanne und gegen 16:00 war das ganze Korps vor Ferté-Gaucher versammelt. Die Preußen hatten aus ihrer zahlenmäßigen Unterlegenheit die Konsequenzen gezogen und sich auf das nördliche Ufer des Grand Morin zurückgezogen. Von dort beherrschte ihre Artillerie die Straße am anderen Flussufer. Die Stadt selbst war von drei Regimentern Infanterie besetzt. Gegen 18:00 rückten die Franzosen zum Angriff auf die Stadt vor. Als sie die Höhe von Maison Dieu erreichten, eröffnete die preußische Artillerie auf der gegenüberliegenden Flussseite das Feuer. In kürzester Zeit gerieten die Franzosen in Unordnung und ihr Angriff brach zusammen. Marschall Mortier ließ seine Männer nach Süden abrücken und sammelte sie auf der Höhe von Chartronges neu. Offensichtlich traute er seinen Mannschaften, die vom Vortage stark mitgenommenen waren, keinen energischen und erfolgreichen Angriff zu. Als auch das preußische Korps Kleist eintraf und seine Artillerie südlich des Flusses in Stellung brachte, zogen die Franzosen auf der Straße nach Provins ab.

#### Gefecht bei Chailly am 26. März 1814
Die preußische Division Horn verfolgte die französischen Truppen unter Compans auf der Straße von La Ferté-Gaucher nach Coulommiers. Beim Marsch durch das Dorf Chailly kam es bei den Franzosen zu einer Stockung, die die preußische Reiterei zum Angriff nutzte. Sie trieb die Franzosen aus dem Ort und versprengte sie auf dem Terrain dahinter. Vor Coulommiers sammelten sich die Franzosen wieder und brachten einige Geschütze zum Einsatz. Die preußischen Reiter hatten keine Artillerie bei sich und mussten zwei Stunden warten, bis diese eintraf. Bis dahin hatten sich das Gros der Franzosen abgesetzt und überließ den Preußen die Stadt und die Brücke über den Grand Morin. Die Preußen gaben an, in diesem Gefecht 400 Gefangene gemacht zu haben.